# Iglesia de San Marcos (Alájar)
La Parroquia de San Marcos es un templo católico situado en la localidad de Alájar.

## Historia
Hay constancia documental de un primitivo templo que ocupó el mismo solar del actual y cuyas obras empezaron en 1593. Fue consagrado en 1616. A finales de ese siglo ya fue necesaria una ampliación.
En 1773, el Arzobispado de Sevilla solicitó a Pedro de Silva una nueva ampliación de la iglesia, pero en lugar de esto se levantó de nueva planta el actual edificio. Las obras fueron dirigidas por el alarife Tomás Botani y en 1792 estaban terminadas, con la salvedad de la torre.
La iglesia fue asaltada en julio de 1936, al inicio de la Guerra Civil. Entre las obras destruidas, destacaba un San Antonio de Juan Bautista Patroni.
Fue sede de una hermandad, actualmente extinta, dedicada a San Marcos. En el archivo del Arzobispado de Sevilla se conservan unas reglas de 1677.

## Descripción

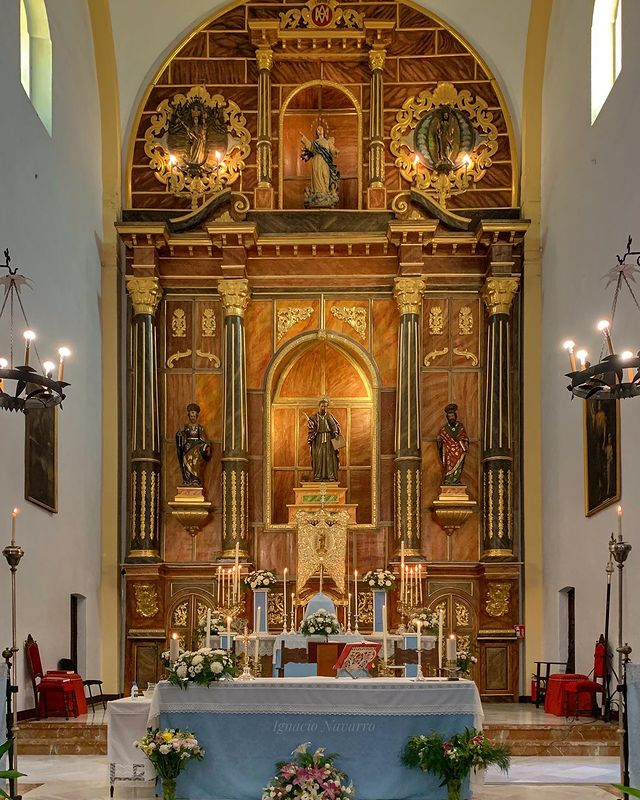
Retablo mayor.

El aspecto exterior del templo es bastante sobrio, según las directrices marcadas por la archidiócesis sevillana en la segunda mitad del siglo XVIII. En su fachada principal destaca un mosaico de azulejos trianeros con la imagen del titular, fechado en 1697.
Al interior presenta planta basilical dividida en tres naves. El presbiterio, la sacristía y las distintas capillas quedan inscritas en un gran rectángulo que le otorga un aspecto compacto.
En su patrimonio artístico destacan las pocas obras que se salvaron de los disturbios de 1936. La imagen de San Marcos fue contratada con Diego Meléndez en 1796. Del mismo siglo es el San Antonio que se encuentra en un altar lateral. También son reseñables dos púlpitos de forja, la pila bautismal, de mármol blanco de 1791, y el antepecho del coro con decoración de rocallas. Tras la Guerra Civil se incorporaron imágenes como una Inmaculada de José Merino, el grupo de la Piedad de Vicente Tena, la Asunción que corona el retablo mayor -tallada por Enrique Espinosa en 1943 y donada por José López- o la talla entronizada de la Virgen del Carmen. Tallada por Antonio Bidón en 1948, recoge una devoción existente en la parroquia desde, al menos, 1795.
En cuanto al ajuar litúrgico, sobresalen un ostensorio rococó del siglo XVIII y un cáliz de estilo imperio de la siguiente centuria.